# Ajmenu
| G25 · Aa1 | mn · n · W24 · W24 · W24 |

| G25 · Aa1 | mn · n · W24 · W24 · W24 |

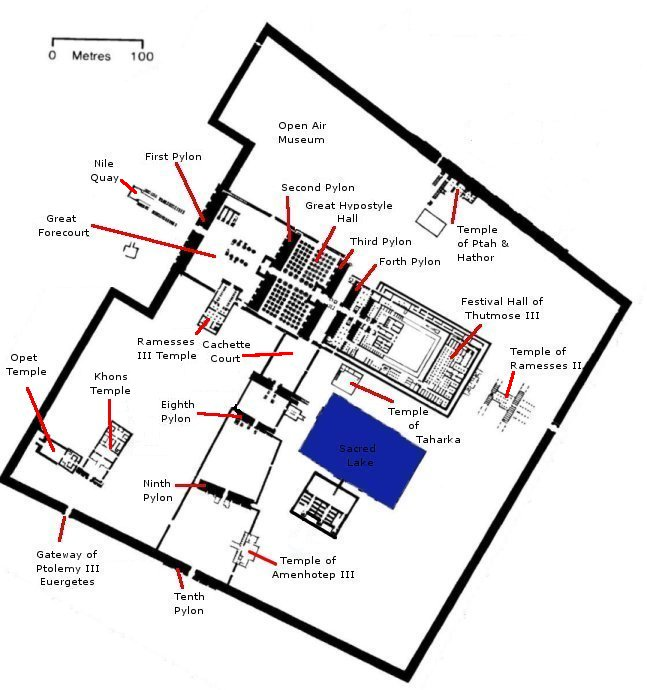
Ajmenu (Festival Hall of Thutmose III) en el Recinto de Amón-Ra. Complejo de templos de Karnak.

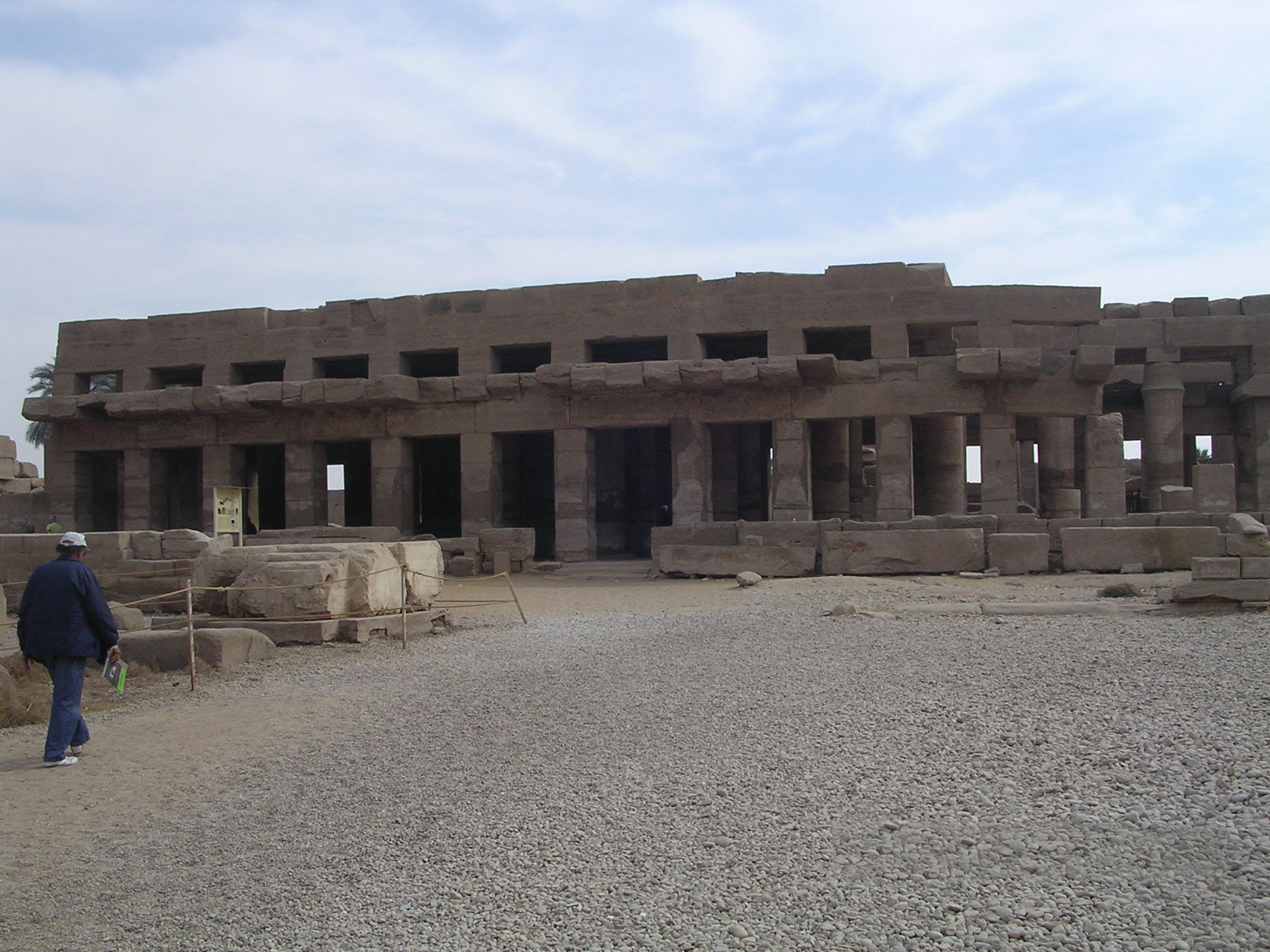
Ajmenu, templo conmemorativo de Tutmosis III visto desde el denominado patio del Reino Medio.

El Ajmenu o Templo de las Fiestas de Tutmosis III, fue un templo conmemorativo mandado construir por Tutmosis III en el año 23 de su reinado y terminado 7 años más tarde en el recinto de Amón-Ra del complejo de templos de Karnak para conmemorar la fiesta Heb Sed, que simbolizaba el renacimiento o la renovación de la fuerza física y la energía sobrenatural del faraón.
Normalmente se traduce como "el más glorioso de los monumentos", pero también es una traducción alternativa la de "monumento al espíritu viviente" puesto que aj puede significar "glorioso o bendecido espíritu viviente" (por ejemplo, Aj-en-atón se traduce a menudo como "el espíritu viviente del Atón"). 
Está situado en el extremo oriental de la vía procesional precedido por el denominado patio del Imperio Medio. De forma rectangular, aunque fue construido originalmente para celebrar el jubileo (Heb-Sed) de Tutmosis III, posteriormente también fue utilizado en la fiesta anual de Opet. 

## Disposición del templo

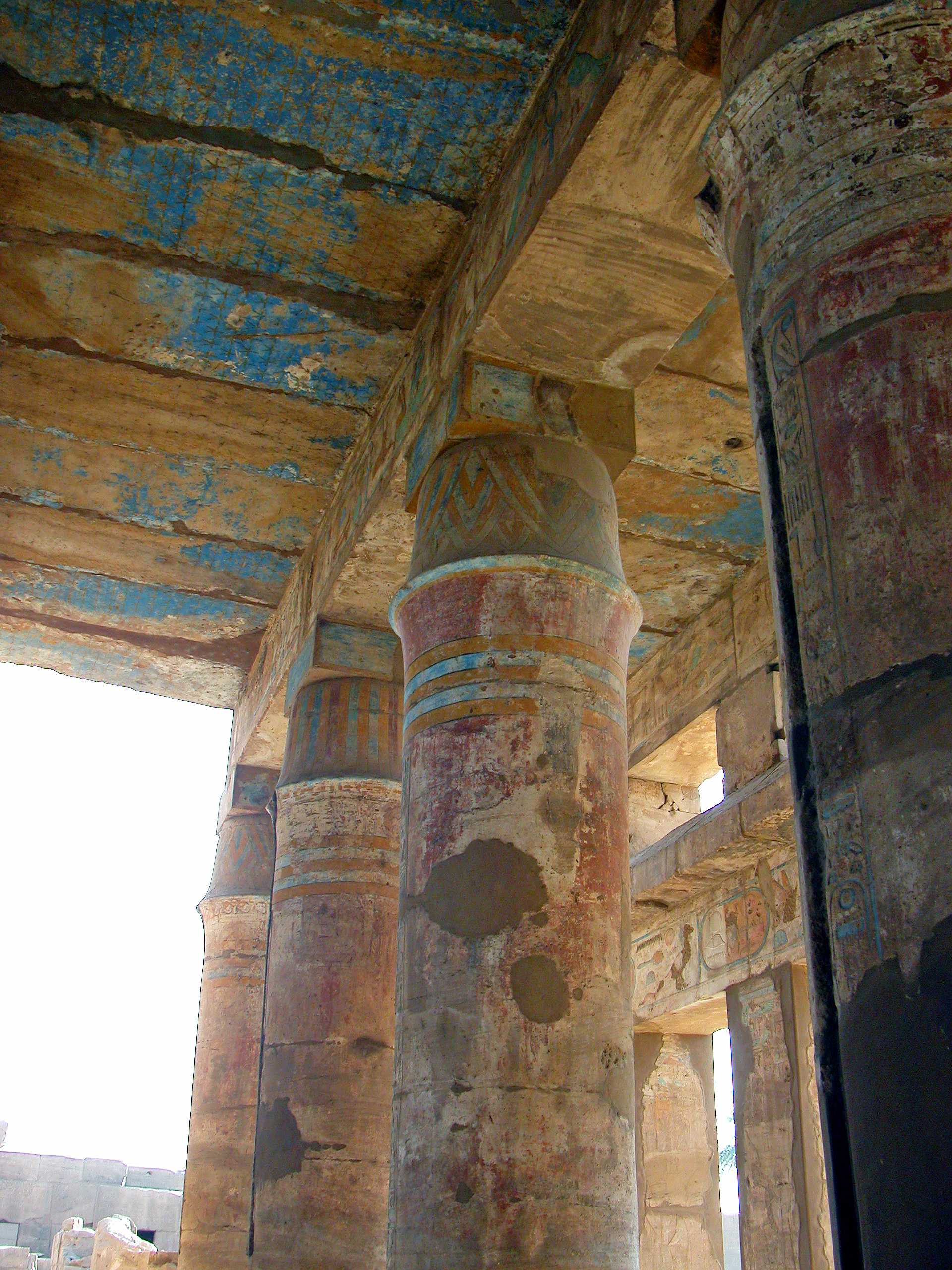
Columnas y techo de la Gran Sala de la fiesta Heb Sed.

La entrada original al edificio se efectuaba por una puerta flanqueada por dos columnas poligonales de dieciséis lados y dos colosos osiríacos del faraón, por la esquina sureste del patio del Reino Medio y no por el eje principal oeste-este. Se alcanza un largo corredor, decorado su lado norte por escenas del jubileo real, que comunica con nueve pequeñas cámaras que servían de almacenes donde se conservaban las ofrendas y el equipamiento ritual del sacerdocio. En sus muros aparecen tallados relieves que representan lo que debía contener cada sala: pan, vasos rituales, vino.
Hacia el norte de la entrada existe un pequeño vestíbulo y una pequeña sala conocida como la "Capilla de los Antepasados" donde se encontraba la famosa Lista Real de Karnak donde aparece una selección de 61 reyes sentados anteriores a Tutmosis III que les hace ofrendas votivas, comenzando por Esnefru, de la Dinastía IV del Reino Antiguo.
También hacia el norte, se alcanza la "Gran Sala del Heret-ib" de 44 m de ancho X 16 m de largo, que está compuesta de 32 pilares y dos filas internas de 10 columnas. Las columnas soportan el techo de la nave central que está más alto que el sujetado por los pilares, lo que permite penetrar la luz. Las columnas son únicas en la arquitectura egipcia, se estrechan en su base y están pintadas de un rojo del color de la madera para que parezcan como si fuesen los postes de madera que sujetan un toldo de una inmensa tienda de campaña convertida en un gran santuario con techo pintado de azul y salpicado de estrellas doradas.
Más al norte de la Gran Sala, tres capillas que están decoradas con escenas rituales, ofrendas y procesiones, como las de las estatuas reales. En un corredor aparece el rey haciendo ofrendas a un Amón itifálico. 
Una puerta lateral da acceso a una sala con ocho columnas dedicadas a Sokar, el dios del mundo subterráneo.
En la zona noreste del templo se encuentra la sala denominada el Jardín botánico de Tutmosis III donde en sus paredes están representadas flora y fauna exótica que el observó, sobre todo en sus campañas militares de Siria y Palestina. Desde esta sala, adornada con cuatro columnas papiriformes, se accedía al Sancta Sanctorum del Ajmenu. En las paredes de esta sala había ocho nichos, cada uno con una estatua, posiblemente de la Enéada tebana. Otro nicho más grande se reservaba para el naos.